# Sphaeriestes virescens
Sphaeriestes virescens es una especie de coleóptero (escarabajo) de la familia Salpingidae. Se lo encuentra en pinos.

## Distribución geográfica
Habita en Estados Unidos.